# Billy Mitchell

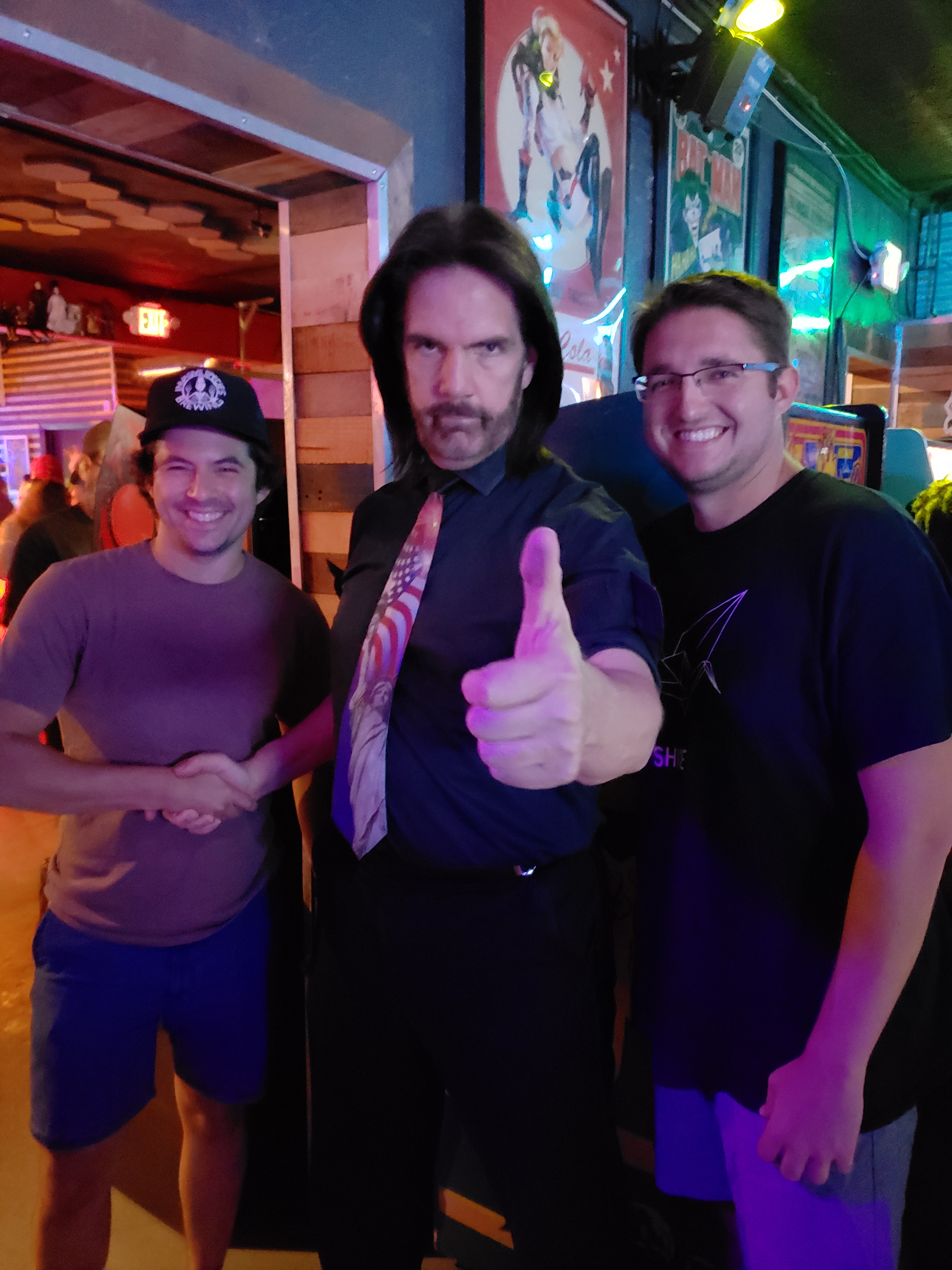
Billy Mitchell (centro) ao lado de fãs, 2018

Billy L. Mitchell (16 de julho de 1965 em Holyoke, Massachusetts) é um jogador de jogos eletrônicos, mais conhecido por registrar pontuações altas em clássicos da Era de Ouro dos jogos para arcade. Ele foi descrito como o "maior jogador de arcade de todos os tempos". Seus feitos incluem a suposta primeira pontuação perfeita em Pac-Man. Ele é dono da cadeia de restaurantes "Rickey's World Famous Restaurant", baseada em Hollywood, Flórida. Ele usa a mesma marca para vender uma linha de molhos apimentados, "Rickey's World Famous Sauces". Mitchell apareceu no documentário de 2007, The King of Kong: A Fistful of Quarters.
Em 2018, após uma série de investigações feitas em relação ao seu vídeo onde o mesmo conseguia sua famosa pontuação em Donkey Kong, foi provado que Mitchell não tinha chegado a esse feito via uma máquina de fliperama como o mesmo afirmava, mas sim por meio de um emulador. Apesar do mesmo nunca ter confirmado essas acusações, seus recordes acabaram sendo revogados pela Twin Galaxies e mais tarde pelo Guinness World Records.